# Леминская, Вера Андреевна
Вера Андреевна Леминская (1878—1960) — оперная певица (контральто) и вокальный педагог.

## Биография
Вера Леминская родилась в Киеве в 1878 году.
Пению начала обучаться в своем родном городе Киеве, педагоги Н. Ноле и К. Эверарди.
С 1898 года начала артистическую деятельность оперной певицы. Первые выступления — в Екатеринбурге (Товарищество Шампаньера).
В 1899—1900 — работала в Одессе.
1910—1911 гг. — в Киеве, затем в Томске.
1903 год лето — в Москве (театр «Аквариум», антреприза М. Медведева; Народный дом).
В 1904—1905 — в Москве, частная опера С.Мамонтова, Опера С. Зимина.
В 1907—1908 — в Астрахани и Харькове.
В 1920—1924 — преподаватель, профессор Харьковской консерватории.
С 1924 — педагог-профессор московского Музыкального училища им. М. И. Ипполитова-Иванова.
Среди учеников: В. О. Дидковский (в 1920—1924), М. О. Рейзен.
Проживала в Доме ветеранов сцены.
За свою жизнь на разных сценах исполнила множество оперных партий, а также выступала в концертных программах п/у Н. Миклашевского, И. А. Труффи и др. дирижёров.
Пружанский А. М. отмечает: «Обладала красивым, ровным голосом (которым владела в совершенстве) мягкого тембра и широкого диапазона».

## Оперный репертуар
- «Хованщина» М.П Мусоргского — Марфа (работая над ролью, посещала старообрядцев)
- «Черевички» П.И Чайковского — Солоха
- «Сказка о царе Салтане» Н. А. Римского-Корсакова — Бабариха
- «Рогнеда» А. Н. Серова — Рогнеда
- «Кармен» Ж. Бизе — Кармен
- «Самсон и Далила» К. Сен-Санса — Далила
- «Трубадур» Дж. Верди — Азучена
- «Демон» А. Г. Рубинштейна — Демон (певица выступила в баритоновой партии Демона, чему способствовали голосовые и сценические данные — высокий рост, крупные мужественные черты лица, статность; партию готовила под руководством С. Мамонтова[1]).
- «Руслан и Людмила» М. И. Глинки — Ратмир
- «Русалка» А. С. Даргомыжского — Княгиня
- «Дубровский» Э. Ф. Направника — Егоровна
- «Пиковая дама» П.И. Чайковского — Графиня
- «Евгений Онегин» П.И. Чайковского — Няня/Филиппьевна
- «Чародейка» П.И. Чайковского — Княгиня Евпраксия Романовна
- «Фауст» Ш. Гуно — Зибель
- «Гугеноты» Дж. Мейербера — Урбан
- «Аида» Дж. Верди — Амнерис
- «Риголетто» Дж. Верди — Маддалена

## Партнёры
А. И. Добровольская, А. Каченовский, В. В. Люце, А. Матвеев, В. С. Севастьянов, Л. В. Собинов, И. В. Тартаков, Е. И. Терьян-Корганова, Ф. И. Шаляпин, Н. А. Шевелёв, С. Энгель-Крон.